# 大八木文香
大八木 文香（おおやぎ ふみか、1980年5月27日 - ）は、フリーアナウンサー。舞夢プロ所属。

## 来歴・人物
- 京都府京都市出身。同志社女子大学学芸学部英語英文学科卒業[1]。
- 2005年4月、四国放送にアナウンサーとして入社。2007年8月に退社して、フリーアナウンサーに転身しオフィスキイワードに所属[2]。その後舞夢プロ所属となる。
- 「ニュースの女王決定戦2007」(日本テレビ)では、嵐の中で桜のリポートをしている最中のハプニングNGでベストキャスター2007に選ばれる。1994年から続く番組において初出場でのベストキャスター受賞は史上初。
- 25ansビューティーメダリスト第5期生。

## 現在の出演番組
テレビ
- 京のまち （KBS京都)
- ひるカフェ （サンテレビ）

ラジオ
- 男と女のおしゃべりナイト （KBS京都）

CM
- OCAJapan （2010年1月 - ）

## 過去の出演番組
テレビ
- びびドキ （びわ湖放送）
- 530フォーカス徳島 （四国放送）
- フォーカス徳島 （四国放送）
- ニュースの女王決定戦2007 （日本テレビ）
- ズームイン!!SUPER投稿㊙映像180発年忘れ爆笑スペシャル （日本テレビ）
- eライフの先駆者達! （テレビ東京）

ラジオ
- オカモトイ （四国放送）

## 四国放送入社前の出演歴
書籍
- 写真集『Miss all Campus in Millnnium 2000年に輝く女子大生達』（COMPASS、2000年5月発刊）

その他
- 同志社女子大学 2000ミスキャンパス